# Gorinci
 Gorinci  falu Horvátországban, Károlyváros megyében. Közigazgatásilag  Generalski Stolhoz tartozik.

## Fekvése
Károlyvárostól 22 km-re délnyugatra, községközpontjától 3 km-re északnyugatra, a Dobra bal partján fekszik.

## Története
A falu területén már az ókorban római település állt, melynek fürdője is volt. A templom közelében antik leletek kerültek elő, de a lelőhelyet még nem tárták fel. Valószínűleg az ókori melegvizű fürdő maradványaihoz tartoznak. A templom előtt ma is látható egy római szarkofág fedőlapja. A Gorincihoz tartozó Lešće na Dobri plébániáját már a 14. században említik, de a templom északi és déli oldalán talált alapfalai alapján 13. századinak tartják. Az írásos források szerint emberemlékezet óta létezik. A templomhoz közeli Čertnje-dombon a 13. században domonkos kolostor állt, melynek alapfalai ma is láthatók. A neves horvát történész Radoslav Lopašić is említi  az "Uz Kupu i Koranu" (A Kupla és Korana mentén) című művében. A kolostor a török időkben néptelenedett el, a szerzetesek a biztonságosabb közeli Bosiljevo várában találtak menedéket. 1531-ben ott alapította meg Frangepán Farkas az új domonkos kolostort és a domonkos atyák már nem tértek többé vissza.
A falu Antonius nevű plébánosáról 1574-ben történik először említés. Akkor a plébánia a zágrábi püspökség és a goricai főesperesség fennhatósága alá tartozott. Később azonban előbb a zenggi, majd a korbáviai püspökséghez csatolták. Ma a gospić-zenggi püspökséghez tartozik. A mai templom pontos építési ideje nem ismert, a történészek a 17. századra keltezik. A plébánia anyakönyvei az egyik legrégebbiek a megyében, 1696-tól vezetik. A plébánia épülete 1742-ből való. Lešće a középkorban a Frangepánok bosiljevoi uradalmához tartozott. Később is osztozott az uradalom sorsában, előbb az Erdődyeké, majd az Ausperbereké lett. 1820-ban gróf Nugent marsal vásárolta meg, aki a termálforrás fölé kétszárnyú emeletes épületet emeltetett, melyet unokaöccse Vojkffy gróf fejezett be. Ekkortól van a fürdő hivatalosan is használatban. A területnek ezután több birtokosa is volt. Az újabb időkben Zora Strunjak birtoka volt, aki 1937-ben vásárolta meg, majd a károlyvárosi dr. Stanko Šibeniké volt aki 1941-ig megújította. A második világháború alatt a fürdő súlyosan megrongálódott. A háború után a duga resai textilgyár vette át és az épületek sérüléseit kijavították. Ekkor építették meg a központi medencét is. Utána a jarče poljei "Dobra" vállalat, majd a "Duga Resa" vendéglátó vállalat tulajdona volt. Ma az Ivan Pađen vezette Pađen d.o.o. cég igazgatja, melynek egyik üzleti vállalkozását képezi.
A településnek 1857-ben 148, 1900-ban 169 lakosa volt. Trianon előtt Modrus-Fiume vármegye Ogulini járásához tartozott. 2011-ben 91 lakosa volt.

## Lakosság
| Lakosság változása | Lakosság változása | Lakosság változása | Lakosság változása | Lakosság változása | Lakosság változása | Lakosság változása | Lakosság változása | Lakosság változása | Lakosság változása | Lakosság változása | Lakosság változása | Lakosság változása | Lakosság változása | Lakosság változása | Lakosság változása |
| ------------------ | ------------------ | ------------------ | ------------------ | ------------------ | ------------------ | ------------------ | ------------------ | ------------------ | ------------------ | ------------------ | ------------------ | ------------------ | ------------------ | ------------------ | ------------------ |
| 1857               | 1869               | 1880               | 1890               | 1900               | 1910               | 1921               | 1931               | 1948               | 1953               | 1961               | 1971               | 1981               | 1991               | 2001               | 2011               |
| 148                | 182                | 197                | 180                | 169                | 0                  | 0                  | 169                | 180                | 176                | 164                | 139                | 124                | 173                | 115                | 91                 |

## Nevezetességei
- Szent György tiszteletére szentelt temploma[4] mai formájában valószínűleg a 17. században épült barokk stílusban. Latin kereszt alaprajzú egyhajós épület, sokszög záródású szentéllyel. Harangtornya a homlokzat felett magasodik. Az eredeti harangtorony helyett a károlyvárosi Joseph Stiller tervei szerint épült 1704-ben a mai, rézlemezekkel fedett barokk harangtorony. Négy harangja közül a két régebbit 1632-ben és 1698-ban öntötték. A templomot 1849-ben sekrestyével bővítették. A főoltár Szent György, a mellékoltárok Szent József és az Irgalmas Jézus tiszteletére, az oldalkápolnák oltárai Szent Valentin és Szent Rókus tiszteletére vannak szentelve. A Szent Valentin oltáron még Szent Balázs püspök és Szent Antal, a Szent Rókus oltáron Szent Péter és Pál apostolok szobrai állnak. Az oltárok barokk és klasszicista stílusúak. A főoltár Szent György képét 1902-ben dél-amerikai kivándorlók adományozták. A képet júniusban Jézus Szíve képével cserélik fel. A jobb oldali Irgalmas Jézus mellékoltár 1892-ben készült, bal oldali Szent József oltár pedig 1894-ben. Mindkét oltárkép elődje, melyet szintén amerikai emigránsok adományoztak megsemmisült a II. világháborúban. A Szent Rókus oltár 1902-ben készült, Szent Rókus szobrát Tomašiće falu romos Szent Rókus kápolnájából hozták át. Szent Valentin szobrát 1894-ben Franjo Bašić zágárbi szobrászművész alkotta. Az 1739-ben készült barokk szószéket domborművek díszítik. Az egykori barokk Szűz Mária oltár Mária képét 1759-ben festették. Az oltár megsemmisült, de az oltárkép szerencsésen megmaradt. A bejáratnál két szép 1901-ben készített körmeneti zászló látható.  A templomban még a Boldogságos Szűzanya és boldog Alojzije Stepinac újabb kori szobrai állnak. A templom eredeti orgonáját 1888-ban építették, a mait 1904-ben Jan Tuček cseh mester készítette. A templom kis múzeumában több régi dokumentum mellett értékes, kézzel varrt  aranyozott miseruhák és egy 1710-ben készített kehely is látható.
- A templom közelében antik fürdő maradványai kerültek elő. Területe még feltárásra vár.
- Lišće termálfürdőjét szépen kiépített park övezi. Melegvizű forrását már a rómaiak is ismerték.
- A falu határában régi kőhíd vezet át a Dobrán.